# Krwawnik pospolity
Krwawnik pospolity (Achillea millefolium L.) – gatunek rośliny z rodziny astrowatych. Nazwy ludowe: tysiąclist (podlaskie), złocień krwawnik (lubelskie), żeniszek krwawnik (świętokrzyskie); kiedyś także rzywnik. Szeroko rozprzestrzeniony w Europie i umiarkowanej Azji (po Himalaje na południu). Poza tym rozprzestrzeniony jako gatunek introdukowany; rośnie w południowej i południowo-wschodniej Azji, w Australii, Nowej Zelandii, w południowej Afryce, w Ameryce Południowej oraz w Ameryce Północnej. W Polsce pospolity na całym obszarze.

## Morfologia

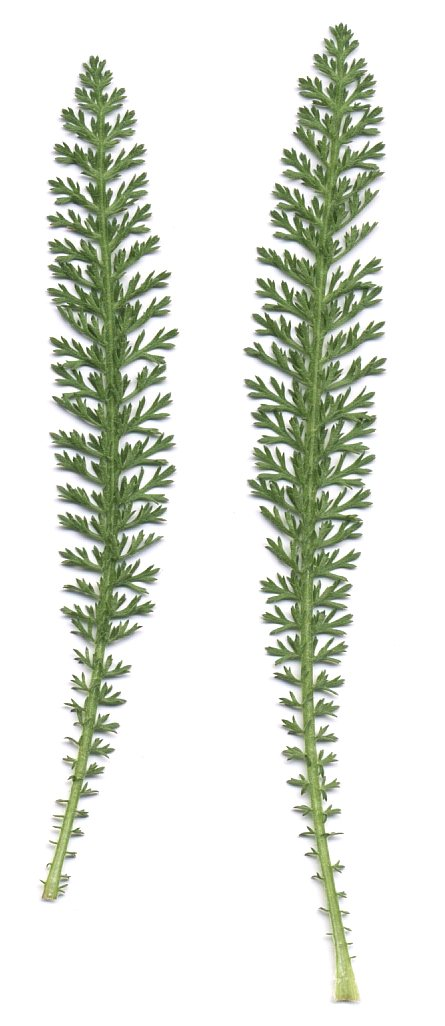
Liść

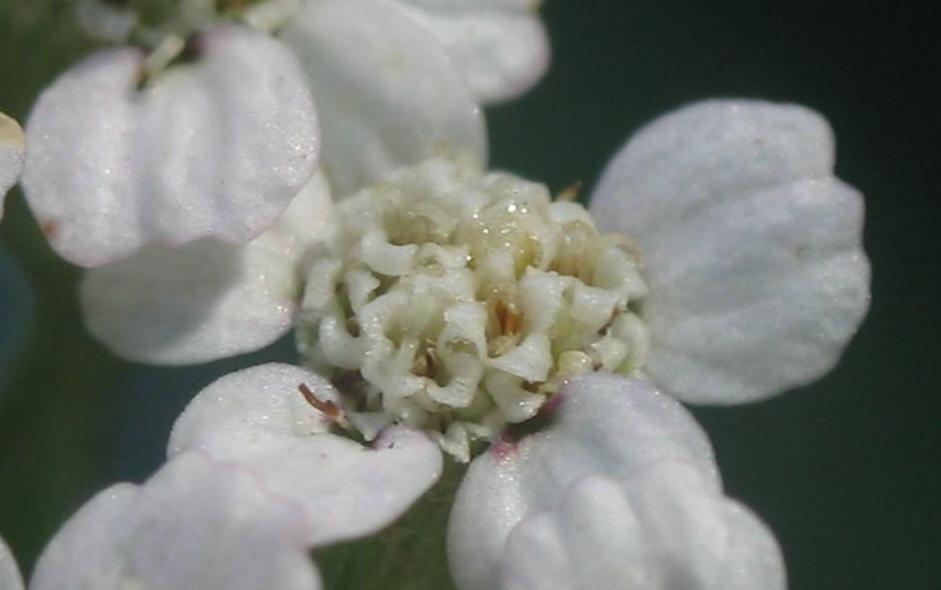
Koszyczek kwiatowy

PokrójOsiąga wysokość 20–80 cm. Czasem tworzy niewielkie kępy rozrastając się za pomocą pełzającego kłącza i podziemnych rozłogów. Kłącze pełzające o żółtawym kolorze, podziemne białe, zaróżowione przy węzłach. Wydaje liczne, przyziemne rozety liści, z których wyrastają łodygi kwiatostanowe. Roślina jest intensywnie zielona, pokryta niezbyt gęstymi włoskami lub naga.
ŁodygaZielona, czasem brunatno lub fioletowo nabiegła, podłużnie bruzdowana, grubości do 3 mm, z jasno zabarwionym rdzeniem. W dole zwykle słabo lub nierozgałęziona, prosto wzniesiona lub podnosząca się.
LiścieZielone, nagie lub słabo owłosione na górnej i bardziej owłosione na dolnej powierzchni, potrójnie lub poczwórnie pierzastosieczne, o odcinkach równowąskich, z lekko zaostrzonym, białawym szczytem. W ogólnym zarysie blaszka jest lancetowata, u liści odziomkowych osiąga do 4 cm szerokości, u liści łodygowych zwykle od 1 do 2 cm.
KwiatyZebrane w koszyczki tworzące baldachogrono na szczycie pędu. Każdy koszyczek, średnicy 3–5 mm, składa się z osadnika, zwykle zawierającego 4–5 kwiatów języczkowatych i 3–20 kwiatów rurkowatych. Okrywa koszyczka składa się z 3 rzędów lancetowatych, omszonych, zielonych listków okrywy, ułożonych dachówkowato, z brunatnawym lub białawym, błoniastym brzegiem. Dno koszyczka jest lekko wypukłe, w kątach plewinek występują kwiaty języczkowate, o trójdzielnym, białawym lub czerwonawym języczku i kwiaty rurkowate o promienistej, pięciodzielnej, żółtawej lub jasnobrunatnawej koronie.
OwoceSpłaszczone niełupki, długości 1,5–2 mm, srebrzystoszare, wąsko oskrzydlone.

## Biologia i ekologia

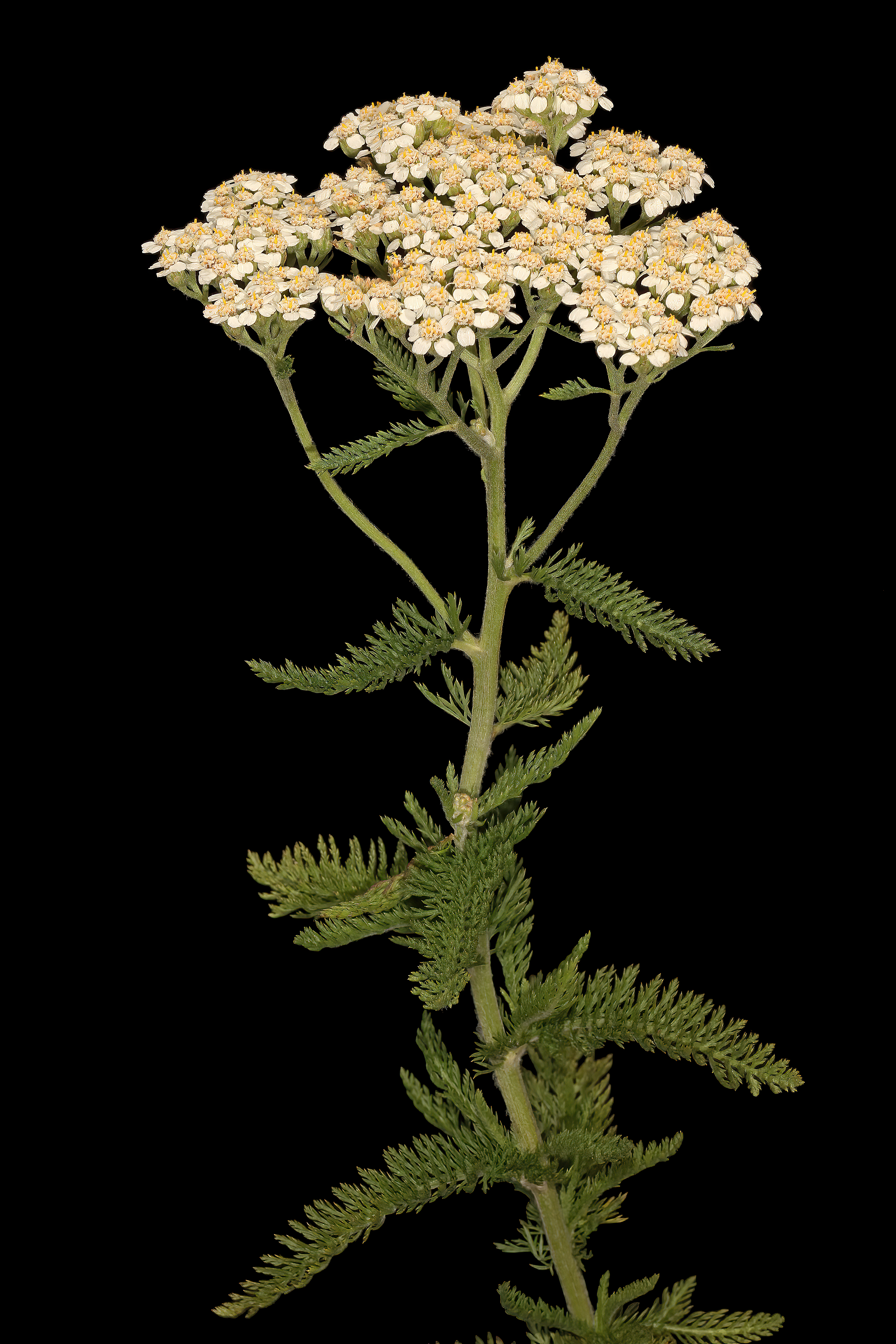
Pęd w czasie kwitnienia

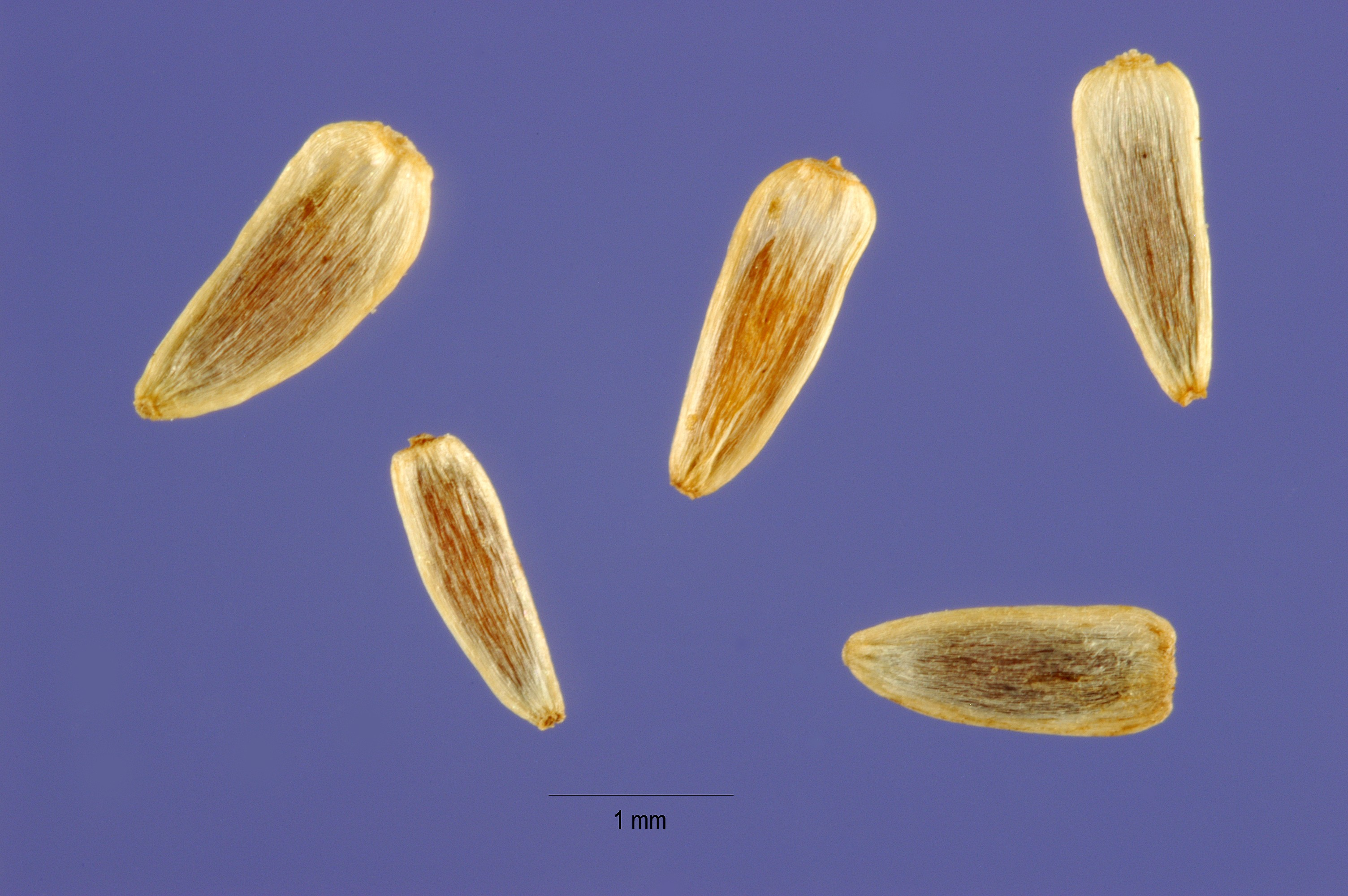
Owoce

Bylina, hemikryptofit. Kwitnie od czerwca do września, czasem do października (w klimacie ciepłym od kwietnia do czerwca). Kwiaty są owadopylne, zapylają je: muchówki, motyle, pszczoły i chrząszcze. Owoce rozsiewane są przez wiatr (anemochoria) lub przez zwierzęta (endochoria).
Ziele zawiera 0,25% olejku eterycznego, w którego skład wchodzą m.in.: cyneol, azulen i proazulen, a poza tym: flawonoidy, taniny, glikoalkaloid (achilleinę, odpowiadającą za gorzki smak rośliny), witaminę K.
Liczba chromosomów 2n = 18, 27, 36, 45, 54, 63, 72. Gatunek tworzy kompleks poliploidalny obejmujący diploidy, tetraploidy, pentaploidy, heksaploidy, septaploidy i oktoploidy.

## Ekologia
Rośnie w miejscach nasłonecznionych, nie toleruje gleb nadmiernie wilgotnych, preferuje z kolei obfitujące w związki azotu.
Występuje na łąkach, murawach, pastwiskach (także górskich halach), przydrożach, miedzach, skarpach przy liniach kolejowych, w zaroślach i skrajach lasów oraz na siedliskach ruderalnych. W uprawach rośnie jako chwast. W klasyfikacji zbiorowisk roślinnych gatunek charakterystyczny dla O. Arrhenatheretalia. 

## Zmienność
Gatunek jest bardzo zmienny. Wyróżniane są cztery podgatunki:
- Achillea millefolium subsp. alpestris (Wimm., Günther & Grab.) Gremli – krwawnik sudecki
- Achillea millefolium subsp. chitralensis Hub.-Mor.
- Achillea millefolium subsp. elbursensis Hub.-Mor.
- Achillea millefolium subsp. millefolium

## Zastosowanie

### Roślina lecznicza
HistoriaO leczniczym działaniu krwawnika pomocnego w leczeniu hemoroidów wspominał już Hipokrates, Dioskurydes natomiast zalecał go w walce z chorobą wrzodową. Na pierwsze wzmianki drukowane na temat krwawnika natknięto się w dziele z 1554 r., którego autorem był flamandzki botanik Carolus Clusius (Charles de L’Écluse).
Surowiec zielarskiZiele krwawnika (Millefolii herba) – całe lub rozdrobnione, wysuszone, kwitnące wierzchołki pędów o zawartości nie mniej niż 2 ml/kg olejku eterycznego oraz minimum 0,02% proazulenów w przeliczeniu na chamazulen.

### Roślina ozdobna
Ogrodnicy wyhodowali wiele kultywarów bardziej ozdobnych od typowej formy. Są uprawiane na rabatach kwiatowych.

### Roślina kosmetyczna
Wyciąg z krwawnika dodawany jest do łagodzących i regenerujących maseczek, kremów i płynów do twarzy. Bywa także składnikiem szamponów i past do zębów, ziele stosowane jest zewnętrznie do pielęgnacji włosów. Wykorzystywany bywa jako jeden z wielu składników do przygotowania kąpieli relaksacyjnych. Olejek krwawnikowy dodawany jest do różnych kosmetyków.

### Roślina jadalna
Młode liście stosowane są do aromatyzowania sałatek i herbat, do zaparzania herbat stosowane były też kwiatostany. Liście stosowane były także w Szwecji jako zamiennik chmielu przy wyrobie piwa. Roślina była wykorzystywana też jako konserwant – w Niemczech owoce w tej roli były dodawane do beczek z winem, a Klamatowie wkładali ziele do ryb, by zabezpieczyć je przed zepsuciem. Olejek krwawnikowy stosowany jest do aromatyzowania likierów.

### Roślina pastewna
Krwawnik uznawany jest za dobrą roślinę pastewną, w sianie jest rośliną smakową. Drobno posiekane młode liście krwawnika, podobnie jak pokrzywy i mniszka lekarskiego, tradycyjnie są używane w hodowli kur jako składnik domowej roboty karmy dla młodych kurcząt.

## Uprawa
Roślina całkowicie wytrzymała na mróz (strefy mrozoodporności 3–10). Łatwa w uprawie, rośnie na każdej glebie, ale preferuje stanowiska słoneczne i suche. Wytwarza kłącza, za pomocą których szybko się rozrasta. Najłatwiej rozmnaża się przez podział bryły korzeniowej bardzo wczesną wiosną. Można też przez wysiew nasion, ale nie wszystkie odmiany powtarzają cechy organizmu rodzicielskiego. Po przekwitnięciu należy usuwać kwiatostany. Pędy można zostawić na zimę, ale wiosną należy je silnie przyciąć. W ogrodzie za pomocą kłączy szybko się rozrasta i może zagłuszyć inne rośliny, należy więc kontrolować rozrastanie.

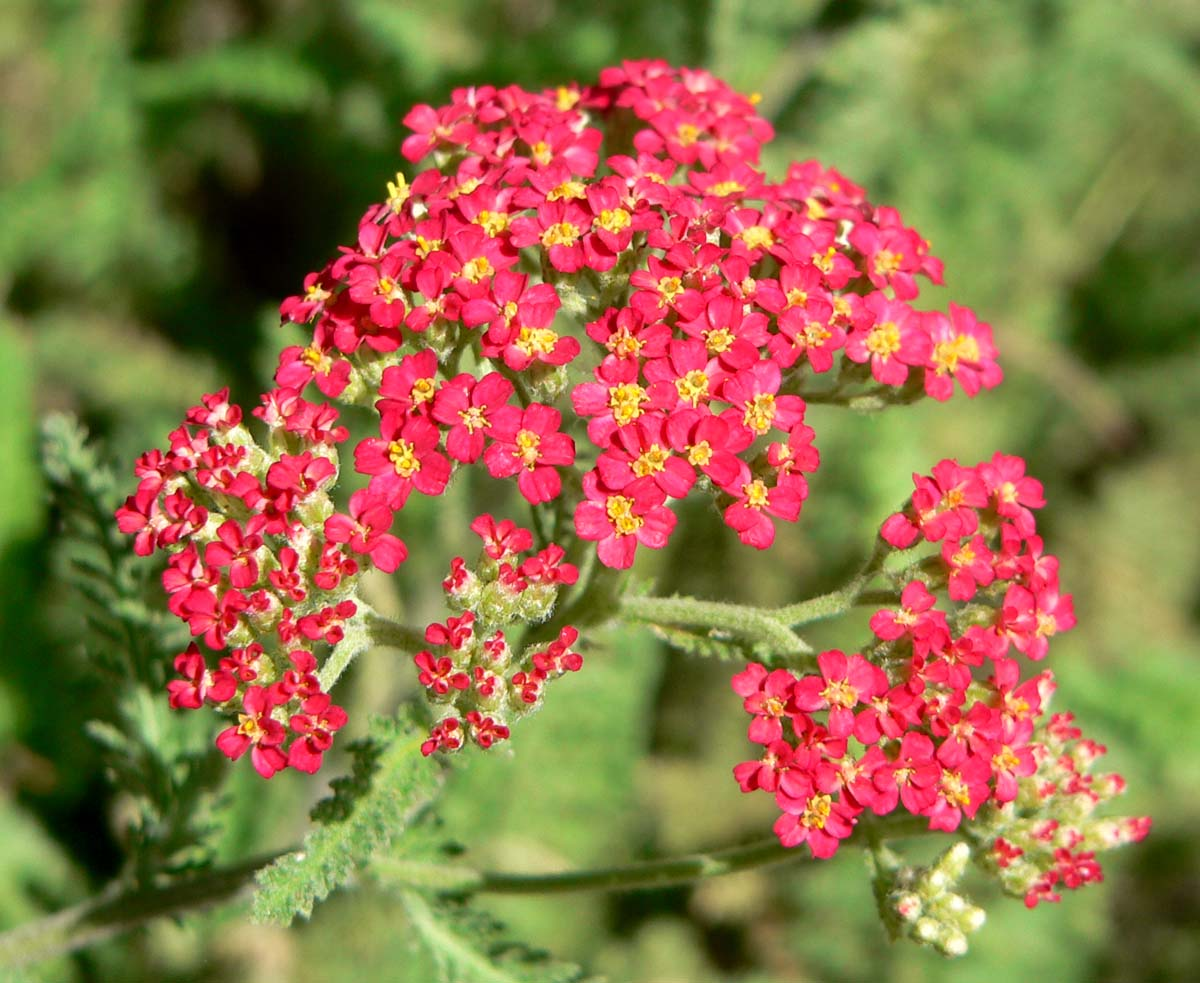
'Paprika'

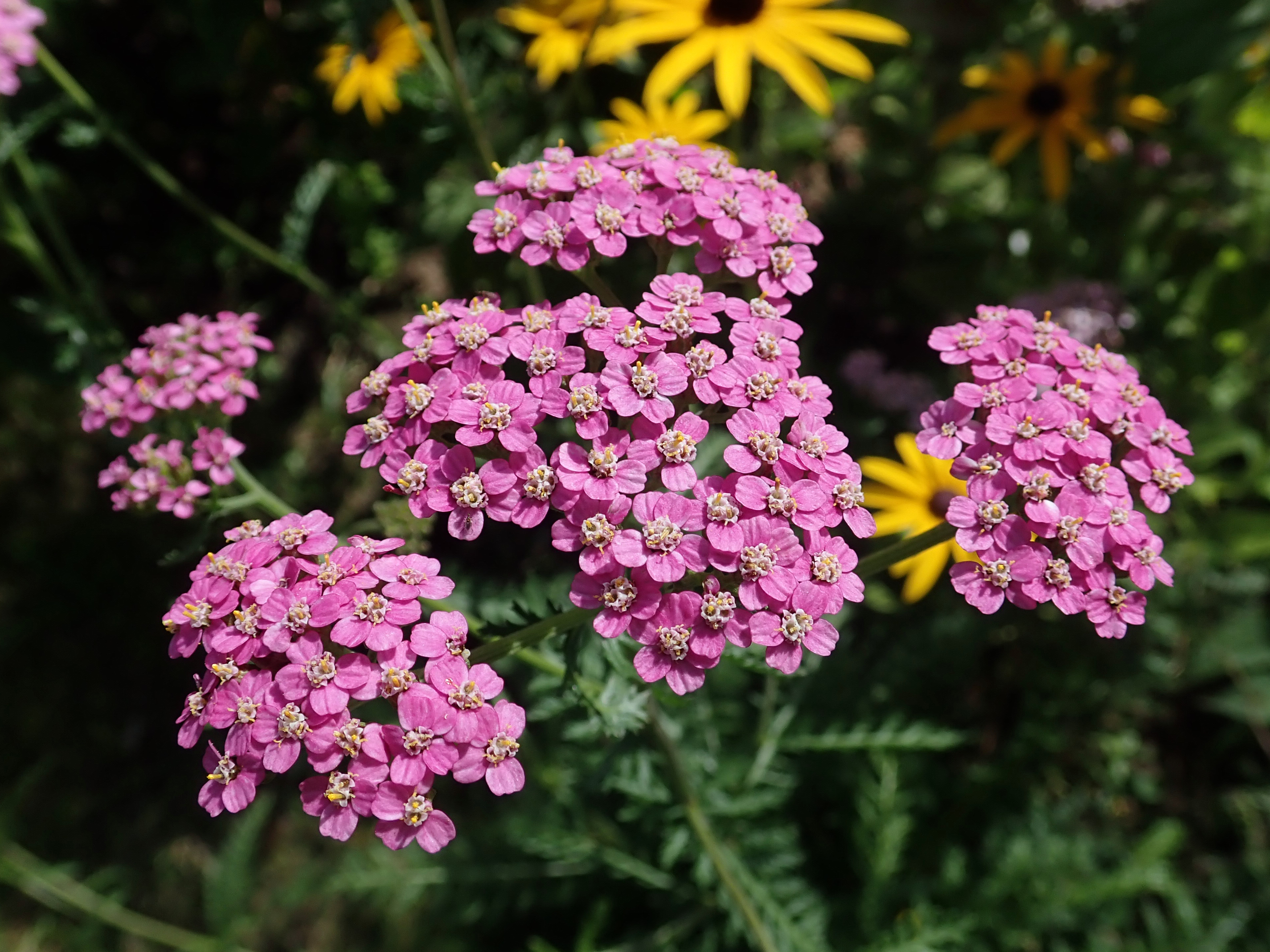
'Rosea'

## Odmiany ogrodowe
- 'Carnea' – kwiaty jaskrawo, ciemnokarminowe,
- 'Cerise Quinne' – kwiaty wiśniowe, miejscami jaśniejsze,
- 'Fanal' (syn. 'The Beacon') – kwiaty jasnoczerwone,
- 'Kelwayi' – kwiaty karminowoczerwone,
- 'Sammetriese' – kwitnie ok. dwa tygodnie później od pozostałych, kwiaty intensywnie czerwone,
- 'Red Beauty' – liście srebrzyste, kwiaty różowoczerwone,
- 'Rosea' – nazwa zbiorcza dla siewek ww. odmian, kwiaty od różowych do lila fioletowych.